# Stadtbad Gotha

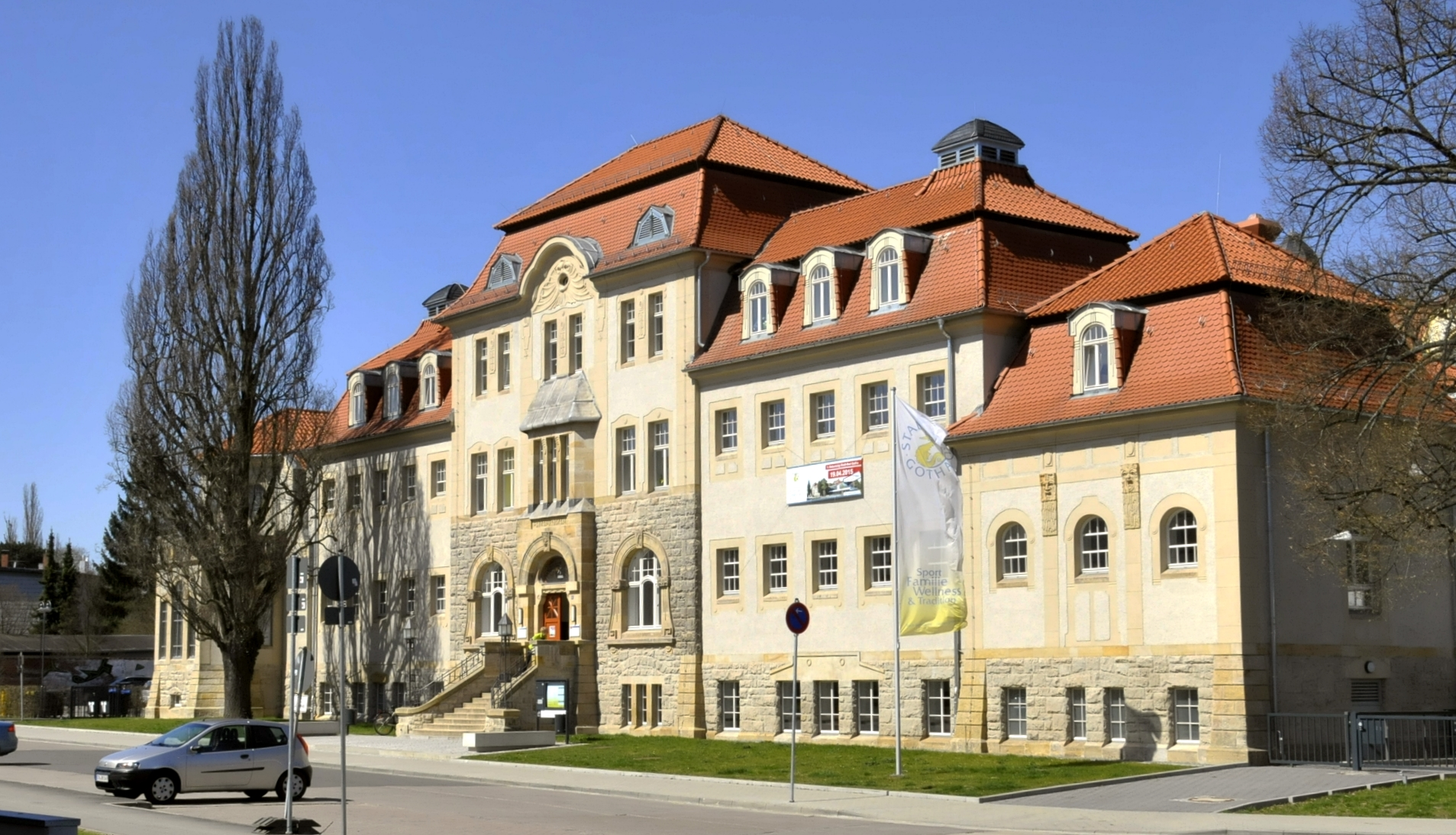
Stadtbad (2015)

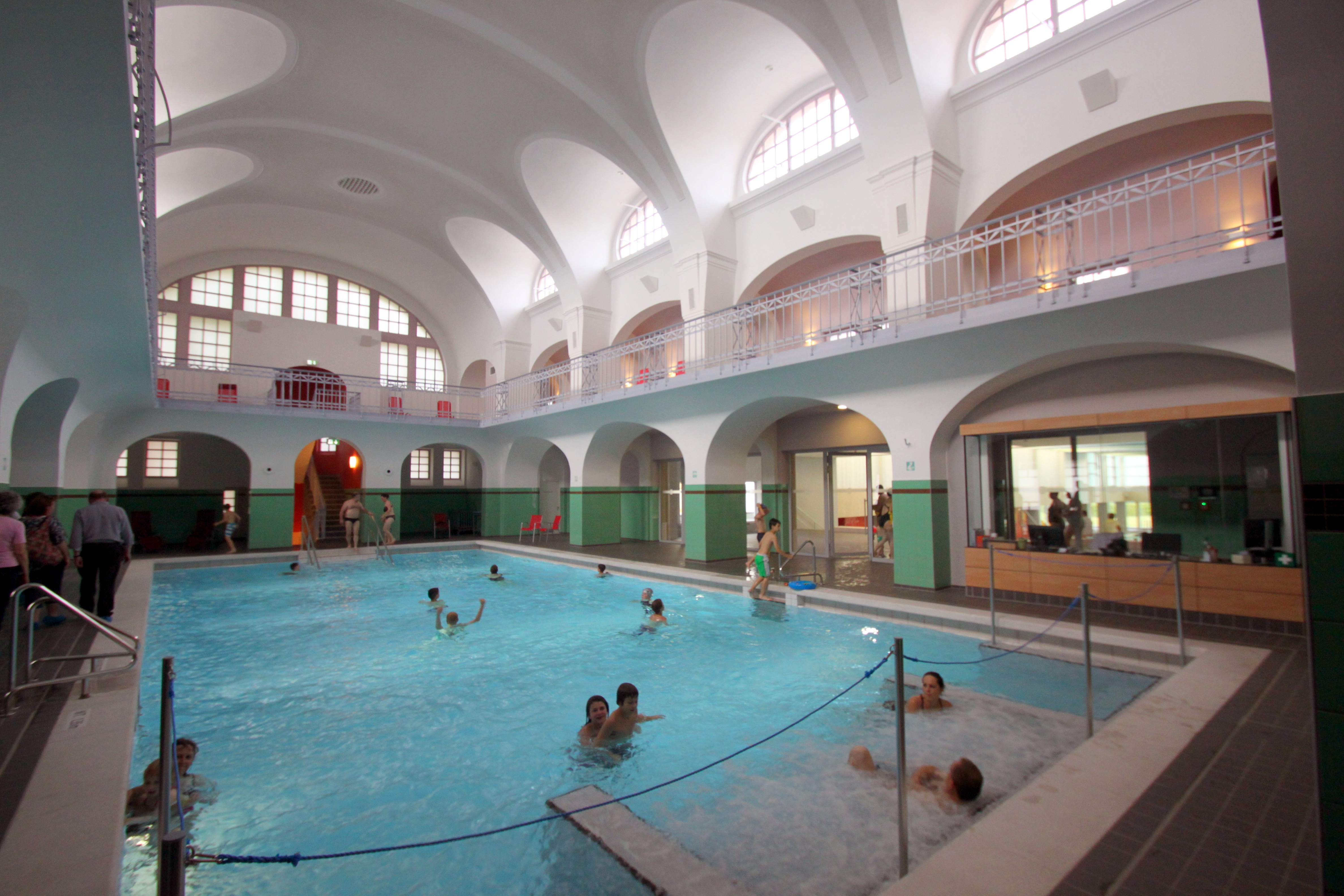
Altes Becken

Das denkmalgeschützte Stadtbad Gotha ist ein historischer Bäderbau aus der Zeit des Jugendstils in zentraler Lage am nördlichen Rand der Gothaer Altstadt. Der Ursprungsbau  wurde 1909 fertiggestellt und in den 1980er Jahren nach langer Nutzung wegen Baufälligkeit geschlossen. Ab 2007 wurde das Bad grundlegend saniert und modern erweitert auf mehr als die doppelte Fläche. Eine Wiedereröffnung erfolgte 2014.

## Geschichte
Das historische Stadtbad wurde zwischen 1905 und 1909 unter dem Gothaer Stadtbaurat Wilhelm Goette geplant und gebaut, im Kontext einer Welle von ähnlichen Bäderbauten in Deutschland. Wie in anderen Städten auch wurden damals in Gotha eine Schwimmhalle, Reinigungsbäder sowie eine Sauna realisiert. Stilistisch ist das Bad dem Historismus zuzuordnen, mit starken Anklängen an den Jugendstil.
Mit dem Revitalisierungsprojekt entstand ein barrierefreies Familien-, Schul- und Vereinsbad mit zusätzlichen Wellness- und Therapieangeboten. Die alte Schwimmhalle ist weiterhin das Kernstück, auch die anderen historischen Teile des Bades, wie z. B. die Kuppelräume der Sauna, wurden integriert. Hinzu kamen eine neue Sauna, ein wettkampfgerechtes 25-m-Sportschwimmbecken und ein Lehrschwimmbecken. Das Bad wurde mehrfach mit Architekturpreisen ausgezeichnet.

## Beschreibung
Die Erweiterung des historischen Stadtbades Gotha ist städtebaulich und architektonisch klar, aber zurückhaltend. Eine Anordnung der Neubauteile erfolgt in linearer Struktur westlich und östlich der historischen Schwimmhalle, zurückgesetzt hinter dem an der Bohnstedtstraße stehenden historischen Vorderhaus.
Die zentralen Innenräume sind die historische Schwimmhalle mit Therapiebecken sowie die neue Schwimmhalle mit Sport- bzw. Mehrzweckbecken, Lehrschwimmbecken und Kinderbecken. Verbindendes Element zwischen ihnen ist die neue große Treppenanlage. Der alte Haupteingang an der Bohnstedtstraße ist auch der neue Eingang des sanierten Bades. Aus dem zentralen Oval des Vestibüls erschließen sich über das historische Treppenhaus und einen Aufzug die Obergeschosse sowie insbesondere der Umkleidetrakt im Sockelgeschoss. Dort ist auch der Zugang zum Schwimmbad.
Die Verbindung von Alt und Neu zu einer Einheit war an vielen Stellen eine Herausforderung, insbesondere bei der Anpassung des Altbaus an heutige Anforderungen der Statik, Bauphysik, Raumakustik und Energietechnik sowie des Brandschutzes und insbesondere bei der Einpassung der technischen Anlagen. Gestalterisch ging es vor allem um die Schaffung von plausiblen zeitgemäßen Raumgestaltungen im historischen Kontext. Ein wesentliches Gestaltungsmittel dabei ist neben dem Licht die Farbe.
Die Neubaukörper bestehen aus einer Stahlbetonskelettkonstruktion. Stahlbetonstützen tragen Spannbeton-Einfeldträger mit 20 m Spannweite und rund 1,4 m statischer Höhe. Das Dach besteht aus Brettsperrholzelementen mit darüber liegendem, gedämmtem Flachdachaufbau. Erheblichen Aufwand erforderten die Untersuchung und Sanierung des Tragwerkes des Altbaus.